# Ancylotrypa dreyeri
Ancylotrypa dreyeri is een spinnensoort uit de familie Cyrtaucheniidae. De soort komt voor in Zuid-Afrika.